# Jan Andersson (militär inom flygvapnet)
Jan Andersson, född 22 juli 1955 i Västervik, är en svensk generalmajor i Flygvapnet. Regeringen beslöt den 28 november 2002 att utnämna brigadgeneralen Jan Andersson till flygvapeninspektör. Han tillträdde befattningen den 1 januari 2003 och befordrades samtidigt till generalmajor. År 2008 lämnade han tjänsten som inspektör för att tjänstgöra vid ambassaden i Washington. 

## Biografi
Jan Andersson gjorde värnplikten som jägarsoldat vid Lapplands jägarregemente (I 22) i Armén. Första gången han flög var som 19-åring på väg hem från jägarskolan i Kiruna. Någonstans över Sverige föddes tankarna att bli flygvapenpilot. Efter värnplikten studerade han ytterligare ett år mot en planerad ingenjörsexamen, men avbröt och sökte i stället till Flygskolan vid Krigsflygskolan (F 5) i Ljungbyhed. 
Efter en två veckors utbildning, inklusive drygt tio timmar i simulator, flög han den 23 juni 1993 JAS 39 Gripen för första gången. Jan Andersson var med när JAS 39 Gripen introducerades, och blev sedermera chef för en taktiskt utprovningenhet för flygplanet. År 2002 blev han utnämnd till flygvapeninspektör och högste chef inom Flygvapnet.

## Befattningar
- 1993–1993 Divisionschef vid Norrbottens flygflottilj (F 21)
- 1993–1998 Chef för taktisk utprovningsenhet JAS 39 Gripen
- 1998–2001 Flottiljchef för Skaraborgs flygflottilj (F 7)
- 2001–2002 Ställföreträdande chef för Flygtaktiska kommandot i Uppsala.
- 2003–2008 Flygvapeninspektör
- 2008– Militärattaché Washington